# Long Beach (Indiana)
Long Beach è un comune degli Stati Uniti d'America, situato nello Stato dell'Indiana, nella contea di LaPorte.